# 田澤湖
田澤湖（日语：／ Tazawako */?）是位於日本秋田縣仙北市的淡水湖，屬於雄物川的一級水系。田澤湖為日本最深、日本面積第19大、世界第17深的湖泊，其成因推測為源自於被河水填滿的破火山口。田澤湖於1927年獲選為「日本百景」之一。雖然其湖水的深度很深，但透明度相當高，僅次於摩周湖，並育有不少淡水魚類物種。然而面對來自鄰近的玉川的毒水流入，田澤湖的湖水過往亦曾受到污染。1987年，田澤湖與台灣高雄縣鳥松鄉（今高雄市鳥松區）的澄清湖締結為姐妹湖。

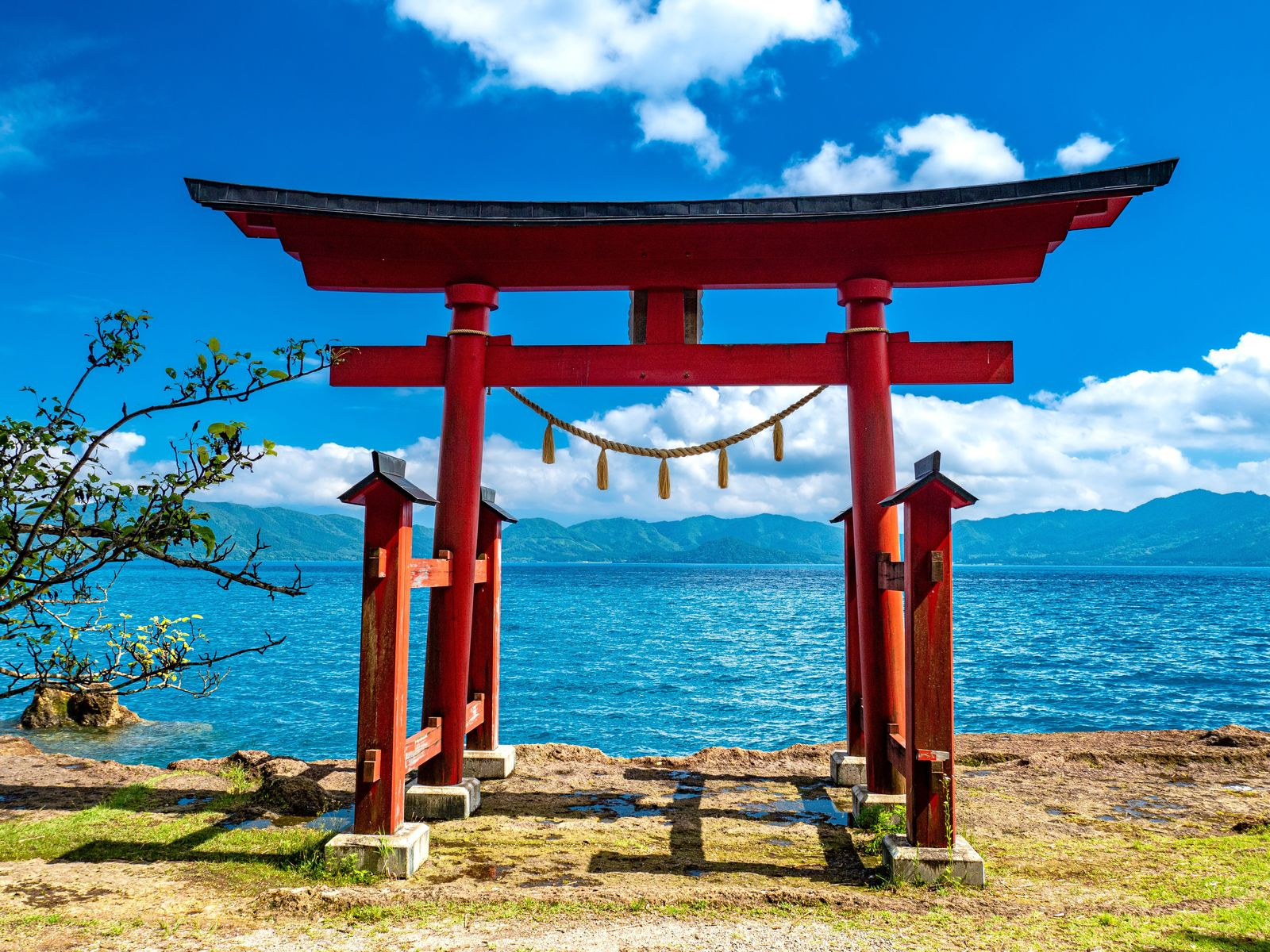
田澤湖與御座石神社鳥居

## 地理

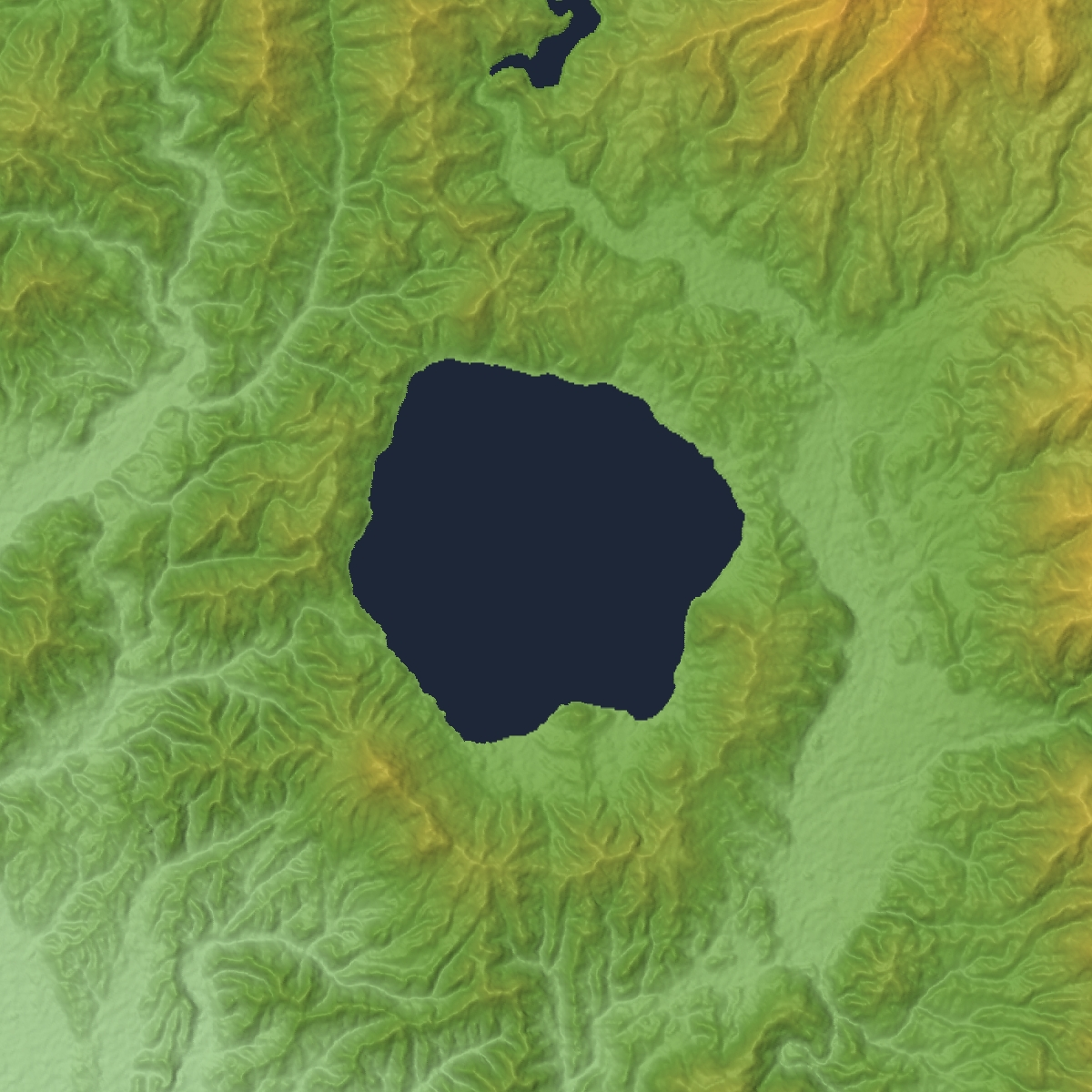
田澤湖破火山口的地形圖

田澤湖位於秋田縣的中東部，是一個直徑約6km的圓形湖泊。湖的最大深度有423.4m，是日本第1深的湖（第二位是支笏湖、第三位是十和田湖），而其深度在全世界亦排列第17位（世界最深的湖是俄羅斯西伯利亞的贝加尔湖）。湖面標高249m，湖底最深處位於海平面以下174.4m。這個深度使湖面就算是深冬亦不會凍結，亦使陽光從湖底折射出翡翠綠到靛蓝色的色彩。有「日本的貝加爾湖」的美譽。

## 姊妹湖
- 澄清湖
- 西湖 (富士五湖)[9]

## 參看
- 日本湖泊列表
- 御座石神社：室町时代時由熊野權現所建立。
- 漢槎宮（日语：漢槎宮）：別名「浮木神社」。
- 秋田縣的觀光地點（日语：秋田県の観光地）
- 田澤湖馬拉松（日语：田沢湖マラソン）：毎年9月第3個星期日舉行，賽道環繞湖岸。
- 田澤湖線

## 外部連結
- 田沢湖観光協会
- 秋田県, 田沢湖周辺の火山岩の年代 （页面存档备份，存于）